# わたしはパパゲーノ〜死にたい、でも、生きてる人の物語
『わたしはパパゲーノ～死にたい、でも、生きてる人の物語』（わたしはパパゲーノ しにたい でも いきてるひとのものがたり）は、NHK Eテレで2021年2月27日から放送しているミニ番組である。NHK総合でも深夜に放送されている。

## 概説
今の社会を生きている色んな分野で活躍する人にスポットライトを当て､かつて生き辛く､死にたい程辛い気持ちを抱えながらも死ぬ以外の道を選んでいるきっかけや考え、理由等を答えていく番組で、顔の部分のみ、パパゲーノのキャラのアニメーションで覆ってる。
パパゲーノとは、モーツァルトのオペラ『魔笛』に登場するパパゲーノから。

## 出演者及びタイトル
- アルタイルの場合
- 前北海の場合
- よしあきの場合
- 中川翔子の場合
- 大森靖子の場合
- 小林美穂子の場合
- 藤彌葵実の場合
- ラベンダーの場合

この一覧は未完成です。加筆、訂正して下さる協力者を求めています。